# Studio Lotto
Studio Lotto – telewizyjna transmisja losowania ogólnopolskiej loterii Lotto. Program nadawany jest od 11 marca 1973. Początkowo był emitowany w TVP1 do września 1989, po czym nastąpiła przerwa w emisji losowań, zostały wznowione w 1991 w TVP2, następnie w Polsacie, od marca 1996 do końca 2009 (choć od 1995 losowano na antenie Polsatu Zakłady Specjalne), a od początku 2010 do 17 czerwca 2020 w TVP Info. Od 18 czerwca 2020 losowanie jest nadawane na antenie TVP3 we wszystkich 16 ośrodkach regionalnych w ramach pasma wspólnego.

## Stacja telewizyjna
| Czas nadawania                    | Stacja telewizyjna |
| --------------------------------- | ------------------ |
| 11 marca 1973 – 30 września 1989  | TVP1               |
| 9 listopada 1991 – 29 lutego 1992 | TVP2               |
| 4 marca 1992 – 16 marca 1996      | TVP2               |
| 18 marca 1996 – 31 grudnia 2009   | Polsat             |
| 1 stycznia 2010 – 17 czerwca 2020 | TVP Info           |
| od 18 czerwca 2020                | TVP3               |

## Historia godziny nadawania

### TVP1orazTVP2
Program był nadawany w godzinach popołudniowych, pomiędzy 16:30 a 17:00. W latach 90. wyniki losowań były prezentowane jeszcze raz w TVP1 po wieczornych „Wiadomościach”.

### Polsat
Program od początku do 31 sierpnia 1996 był nadawany o godz. 19:40, później od 2 września do 31 sierpnia 1997 o godz. 19:50. Od 1 września 1997 do 31 grudnia 2000 nadawany był około godz. 20:50, potem od 1 stycznia 2001 do 26 lutego 2006 o godz. 21:30, od 27 lutego 2006 do 29 lutego 2008 o godz. 21:55, a od 1 marca 2008 do końca o godz. 22:00. Program ten był nadawany najczęściej w przerwie filmu emitowanego na antenie tej stacji, a także w przerwach transmisji sportowych i z koncertów. Pod koniec lat 90. wyniki losowań były prezentowane jeszcze raz w godzinach wieczornych.

### TVP Info
Od 2 stycznia 2010 do 30 kwietnia 2013 program nadawany był we wtorki, czwartki i soboty o 22:15. Dodatkowo wyniki ostatniego losowania były przedstawiane w TVP1 oraz TVP2 w paśmie porannym oraz w TVP Info w paśmie wieczornym po losowaniu.
Od 1 maja 2013 do 17 czerwca 2020 program nadawany był codziennie o 21:40 (a także na Facebooku, oficjalnej witrynie i YouTube). Losowania o 14:00 były transmitowane wyłącznie w Internecie za pośrednictwem oficjalnej witryny Lotto i na YouTube. W przypadku bardzo wysokich kumulacji w Lotto losowanie emitowane było również w TVP1 lub TVP2, co się zdarzyło czterokrotnie (24 września 2011 w TVP2, 27 września 2011 w TVP1, 9 lutego 2012 w TVP1 i 7 maja 2016 w TVP2).

#### Formuła programu z lat 2010-2018
Od 1 lipca 2010 zmieniła się całkowicie formuła Studia Lotto – ze stricte informacyjnej na bardziej rozrywkową. Losowania odbywały się w bardziej nowoczesnym studiu, wyposażonym w ekran do projekcji tylnej i wielkopowierzchniową podłogę LED, a scenografia nawiązywała do prezentowanego w nowej czołówce programu motywu wirtualnego miasta gier, tzw. Lottopolis. Realizacja audycji odbywała się przy użyciu aż siedmiu kamer i ze znacznie większym niż dotychczas zastosowaniem efektów świetlnych. Największą nowością było wprowadzenie postaci tzw. „Gospodarza Studia Lotto” – lektora, który wspólnie z prezenterem prowadził program, jednak tylko w wieczornych losowaniach transmitowanych na antenie TVP Info. W programie można było znaleźć także wywiady z zapraszanymi do studia gośćmi, relacje z różnych ciekawych miejsc, zapowiedzi filmowe, fragmenty teledysków oraz występy na żywo. Producentem wykonawczym nowego Studia Lotto była firma Endemol Shine Polska.
21 września 2014 po raz kolejny zmieniono oprawę graficzną, muzyczną i studio. Nowy format programu został oparty na artystycznym motywie szeroko pojętych liczb, towarzyszących ludziom we wszelkich aspektach codziennego życia. Wirtualną scenografię w studiu zastąpiono ogromnymi figurami cyfr tworzących „ścianę liczb”, zaś oprawa graficzna uzyskała jaśniejszą, bardziej spokojną kolorystykę. Zrezygnowano ponadto z obecności podczas wieczornych losowań „Gospodarza Studia Lotto” na rzecz prowadzenia każdego wydania o godz. 21:40 przez dwoje prezenterów (do tej pory sytuacja taka miała miejsce wyłącznie sporadycznie, w sytuacjach nadzwyczajnych, takich jak wysoka kumulacja w Lotto).
7 czerwca 2018 roku ponownie zmieniła się oprawa muzyczna i graficzna programu. Dodatkowo wieczorne losowania ponownie prowadził jeden prezenter.

### TVP3
Program jest nadawany codziennie od 18 czerwca 2020 o godzinie 21:50 (o 10 minut później niż miało to miejsce wcześniej w TVP Info). Losowania o 14:00 nadal są transmitowane tylko w Internecie, podobnie jak losowania gry Eurojackpot. Losowania prowadzone są przez jednego prezentera.
Od 1 sierpnia 2022 r. losowania wieczorne są nadawane o godz. 22:00.
Od października 2023 r. emisje telewizyjne losowań zostały ograniczone tylko do wtorku, czwartku oraz soboty.

## Prezenterzy

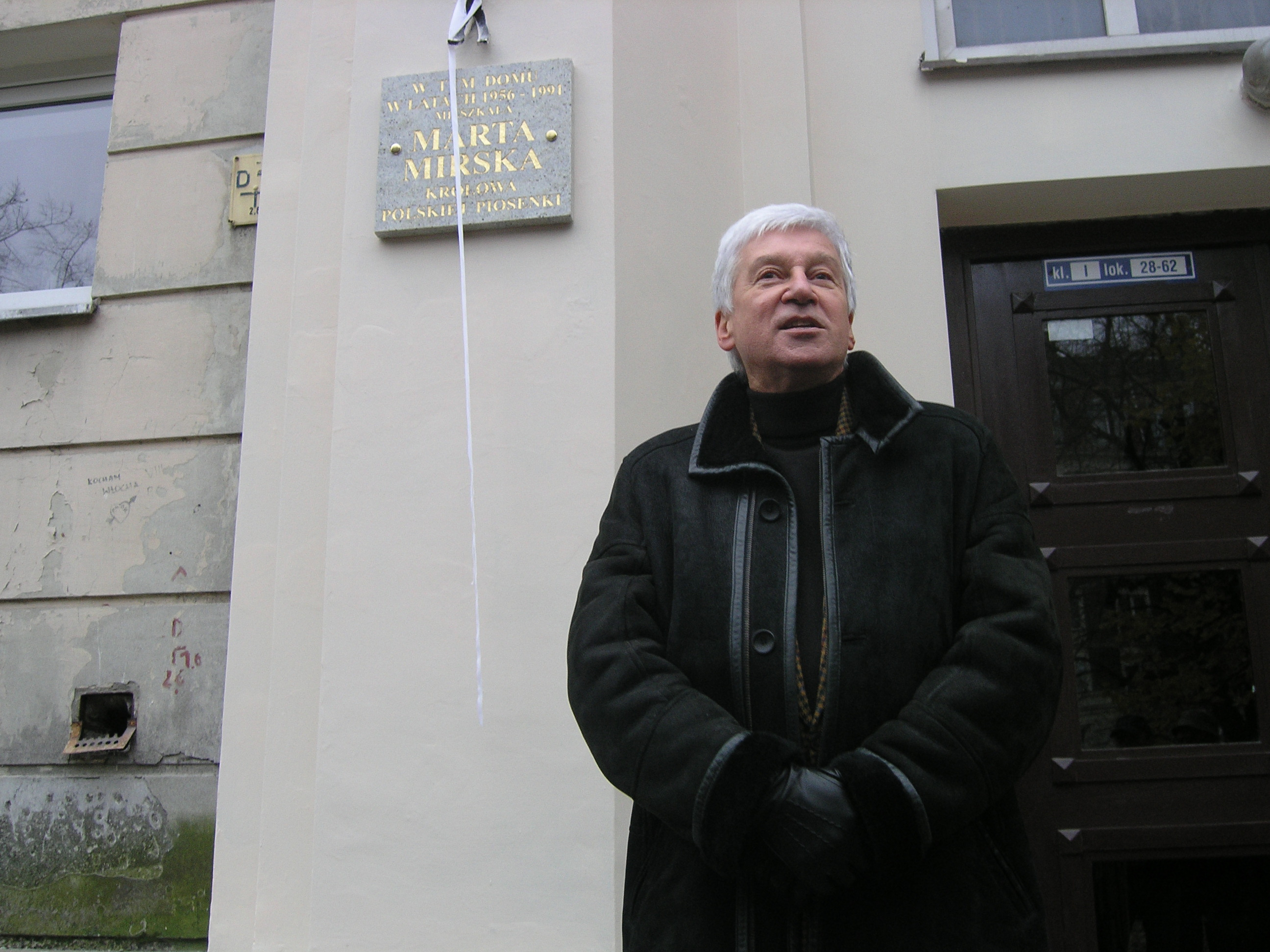
Ryszard Rembiszewski był najdłużej prowadzącym prezenterem w historii Studia Lotto. Prowadził je w latach 1983–2008.

Program prowadzony jest przez jednego prezentera. Kadra prowadzących program składa się obecnie z sześciu osób.
Obecna lista prezenterów programu:
| Prezenterzy       | Prowadzi od roku  |
| ----------------- | ----------------- |
| Agata Jasińska    | 2010              |
| Mateusz Kaczmarek | 2014              |
| Marcin Mańka      | 2014              |
| Renata Molenda    | 2014              |
| Conrado Moreno    | 2011              |
| Maria Zwierzyńska | 2010              |
| Jacek Lasok       | 2005 - 2006, 2024 |

Byli prezenterzy programu:
Do 1983 r. losowania Lotto, emitowane w TVP prowadził m.in. znany prezenter telewizyjny i lektor Jan Suzin, a także spikerka Anna Wanda Głębocka.
| Byli prezenterzy          | Lata prowadzenia |
| ------------------------- | ---------------- |
| Ryszard Rembiszewski      | 1983 – 2008      |
| Katarzyna Prusinowska     | 1996 – 2004      |
| Barbara Fedoniuk          | 1996 – 2005      |
| Jarosław Tomaszewski      | 1999 – 2001      |
| Katarzyna Kulik           | 2000 – 2005      |
| Aleksandra Ciejek         | 2001 – 2002      |
| Tomasz Wierczewski        | 2001 – 2007      |
| Agnieszka Kordek          | 2003 – 2004      |
| Dorota Rembiszewska       | 2006 – 2007      |
| Katarzyna Łoska-Ostrowska | 2007 – 2010      |
| Daniel Wieleba            | 2007 – 2011      |
| Anna Rusiecka             | 2008 – 2014      |
| Janusz Laskowski          | 2009 – 2017      |
| Magda Mergiel             | 2009 – 2017      |

## Gospodarze
Od 1 lipca 2010 do 20 września 2014 istotną rolę w programie odgrywał tzw. „Gospodarz Studia Lotto”, który był swego rodzaju pomocnikiem prowadzącego. Pojawiał się on tylko w losowaniach wieczornych na antenie TVP Info. Gospodarz odczytywał wyniki losowań oraz nawiązywał dialogi z prowadzącym. „Gospodarz Studia Lotto” nie był widoczny na wizji – można było jedynie usłyszeć jego głos.

## Zapraszani goście
Do Studia Lotto od 2010 do 2017 roku, co jakiś czas zapraszano gości. W pierwszych latach najczęściej zapraszane były do studia gwiazdy estrady, a także sportowcy, związani z projektami Totalizatora Sportowego, np. ze Szkoły Mistrzów LOTTO. Prowadzący nawiązywał z nimi dialog, który miał zachęcić widzów do grania w loterie organizowane przez Totalizator Sportowy, oraz pytał o zawodowe plany. W późniejszym okresie w nowej formule programu goście pojawiali się zazwyczaj w czwartki i byli to już głównie sportowcy, otrzymujący wsparcie finansowe od Totalizatora, ale także np. zwycięzcy dodatkowych loterii (np. Multi Multi Loterii, Loteriady), przedstawiciele reprezentujący różne inicjatywy sponsorowane przez Totalizator czy pracownicy Lotto, którzy otrzymali wyróżnienia za swoją pracę w zewnętrznych konkursach. Oprócz rozmowy w programie na żywo, z wybranymi gośćmi odbywała się wcześniej także nagrywana część rozmowy, prowadzona przez jednego prezentera. Jej zapis umieszczany był na stronie internetowej po emisji programu na żywo. Ostatni program z gościem miał miejsce w lutym 2017.